# Ortler-Hauptkamm
Der Ortler-Hauptkamm ist der zentrale Gebirgskamm der Ortler-Alpen in Italien. Dort verteilt er sich auf die Lombardei, Südtirol und das Trentino. Der Hauptkamm führt in einem weiten, nach Westen geöffneten Bogen vom Stilfser Joch zunächst nach Osten und biegt später nach Süden und Südwesten ab, wo er am Gaviapass und Tonalepass ausläuft. Im nordwestlichen Teil zwischen Stilfser Joch und Ortlerpass wird er auch Kristallkamm genannt, im Bereich der entsprechenden Gipfel mitunter Cevedale-Vioz-Kamm. Er vereint die höchsten Gipfel der Ortler-Alpen, darunter den namengebenden Ortler (3905 m), und ist nahezu komplett im Nationalpark Stilfserjoch unter Schutz gestellt.

## Geographie
Der stark vergletscherte, über 30 Kilometer lange Kamm ist durch tiefe Täler von den umgebenden Gebirgszügen getrennt. Ihm werden mehrere kürzere Seitenkämme zugerechnet, wobei sich auch der Ortler selbst in einem dieser Seitenkämme erhebt, nämlich in jenem am Zebrù nach Norden abzweigenden, der das Trafoital und das Suldental voneinander trennt. Bedeutende Gipfel direkt im Hauptkamm bzw. etwas vorgelagert sind von Nordwesten beginnend unter anderem die Hohe Schneide (3434 m), die Tuckettspitze (3462 m), die Trafoier Eiswand (3565 m), die Thurwieserspitze (3652 m), der Zebrù (3735 m), die Königspitze (3851 m), die Suldenspitze (3376 m), die Zufallspitzen (3757 m), der Cevedale (3769 m), der Monte Pasquale (3553 m), der Palòn de la Mare (3703 m), der Monte Vioz (3645 m), die Punta San Matteo (3678 m), der Pizzo Tresero (3594 m) und der Corno dei Tre Signori (3360 m).
Vom Ortler-Hauptkamm zweigt eine ganze Reihe längerer Gebirgskämme der Ortler-Alpen ab. Diese sind von Nordwesten beginnend der Chavalatschkamm am Stilfser Joch, der Confinale-Kamm an der Königspitze, die Laaser Berge an der Suldenspitze und der Zufrittkamm an den Zufallspitzen.

## Erschließung
Der Hauptkamm ist für Alpinisten durch eine Reihe von Schutzhütten erschlossen. Zu den wichtigsten zählen die Berglhütte, die Payerhütte, die Hintergrathütte, die Marteller Hütte, das Rifugio Quinto Alpini, das Rifugio Gianni Casati, das Rifugio Pizzini-Frattola, das Rifugio Cevedale, das Rifugio Cesare Branca und das Rifugio Vioz.